# Kostel svatého Martina (Starý Poddvorov)
Kostel svatého Martina ve Starém Poddvorově je římskokatolický kostel zasvěcený sv. Martinovi. Je filiálním kostelem farnosti Čejkovice.

## Historie
Snahy o stavbu kostela byly již v polovině 20. století. Po Pražském jaru byly podniknuty kroky ke stavbě kostela, avšak stavba neobdržela stavební povolení a s plánováním se přestalo. Teprve po roce 1989 se znovu započalo s plánováním. Pro stavbu byl vybrán plácek naproti hřbitovu. Roku 1991 se definitivně započalo se stavbou. Dne 1. června 1991 požehnal papež sv. Jan Pavel II. v Římě základnímu kameni kostela. Požehnání staveniště provedl dne 5. září 1991 Mons. Ludvík Horký. Nedlouho po zahájení stavby však došlo k tragédii, kdy se na stavbě zranil Rudolf Veselský a na následky zranění zemřel. Roku 1993 byla dokončena hrubá stavba a započala montáž střechy. Roku 1994 byla položena podlaha. Slavnostní svěcení kostela se odehrálo v neděli dne 31. července 1994. Světitelem kostela byl za účasti řady duchovních i laiků tehdejší brněnský biskup Mons. Vojtěch Cikrle.Poté se v chrámu začaly sloužit pravidelné bohoslužby.

## Vybavení
V kněžišti se nachází mimo svatostánku také obětní stůl ve kterém jsou uloženy ostatky sv. Ignáce z Loyoly a sv. Konráda z Parzhamu. Na kůru se nacházejí varhany, které původně pocházejí z Blahoslavova domu v Brně. V kostele jsou zavěšeny dva zvony, větší zvon, jehož hmotnost je 300 kg, je pojmenován po sv. Martinovi a menší, který má hmotnost 150 kg.

## Odkazy

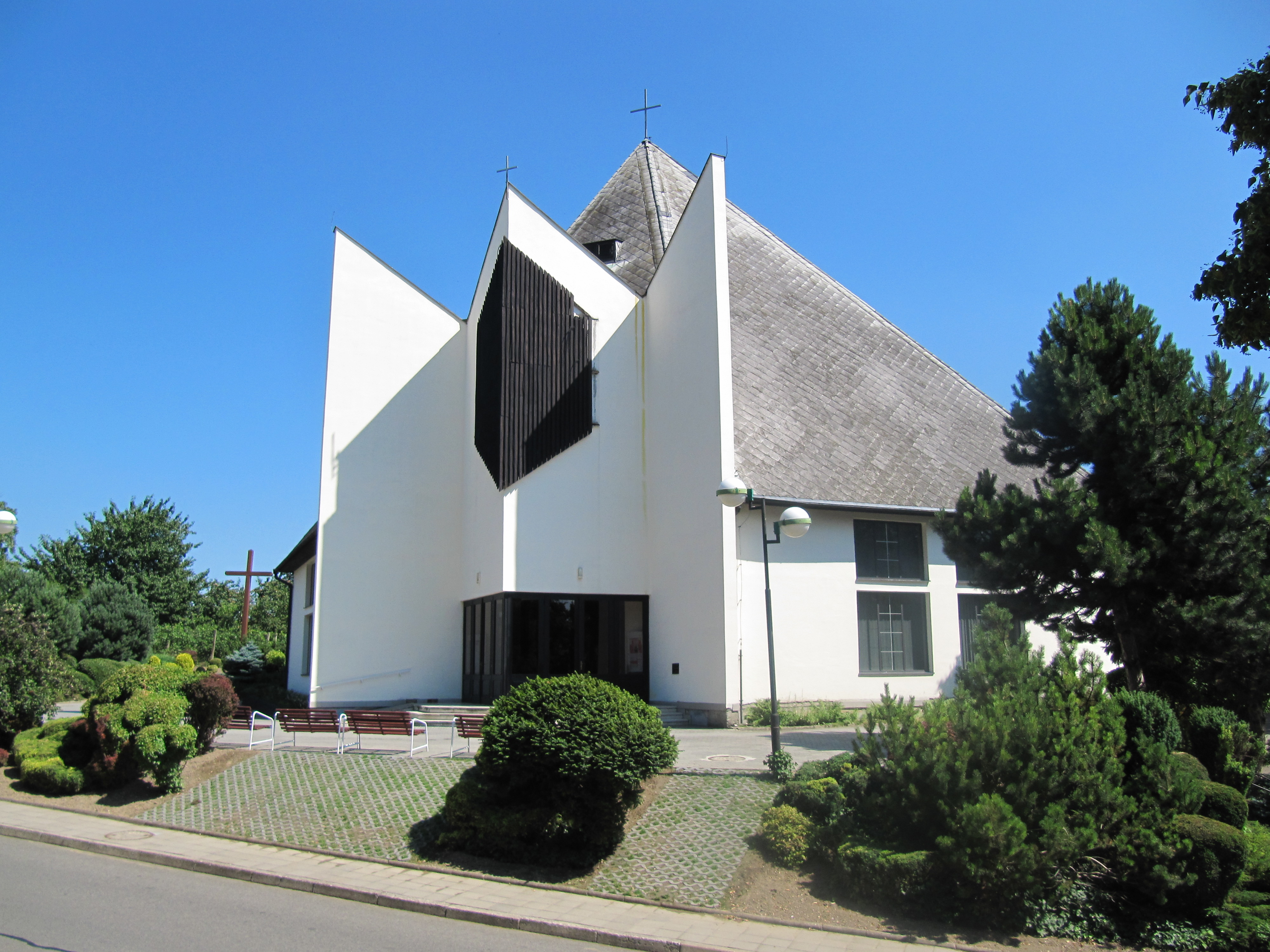
Pohled na kostel